# الكسندر جي. باري
الكسندر جي. باري (بالإنجليزية: Alexander G. Barry)‏ هو محامي وسياسي أمريكي، ولد في 23 أغسطس 1892 في أستوريا في الولايات المتحدة، وتوفي في 28 ديسمبر 1952 في بورتلاند في الولايات المتحدة. حزبياً، نشط في الحزب الجمهوري. وقد انتخب عضو مجلس نواب أوريغون وانتخب عضو مجلس الشيوخ الأمريكي.